# Armin Theophil Wegner
Armin Theophil Wegner (Elberfeld, 16 ottobre 1886 – Roma, 17 maggio 1978) è stato un militare, attivista e scrittore tedesco.

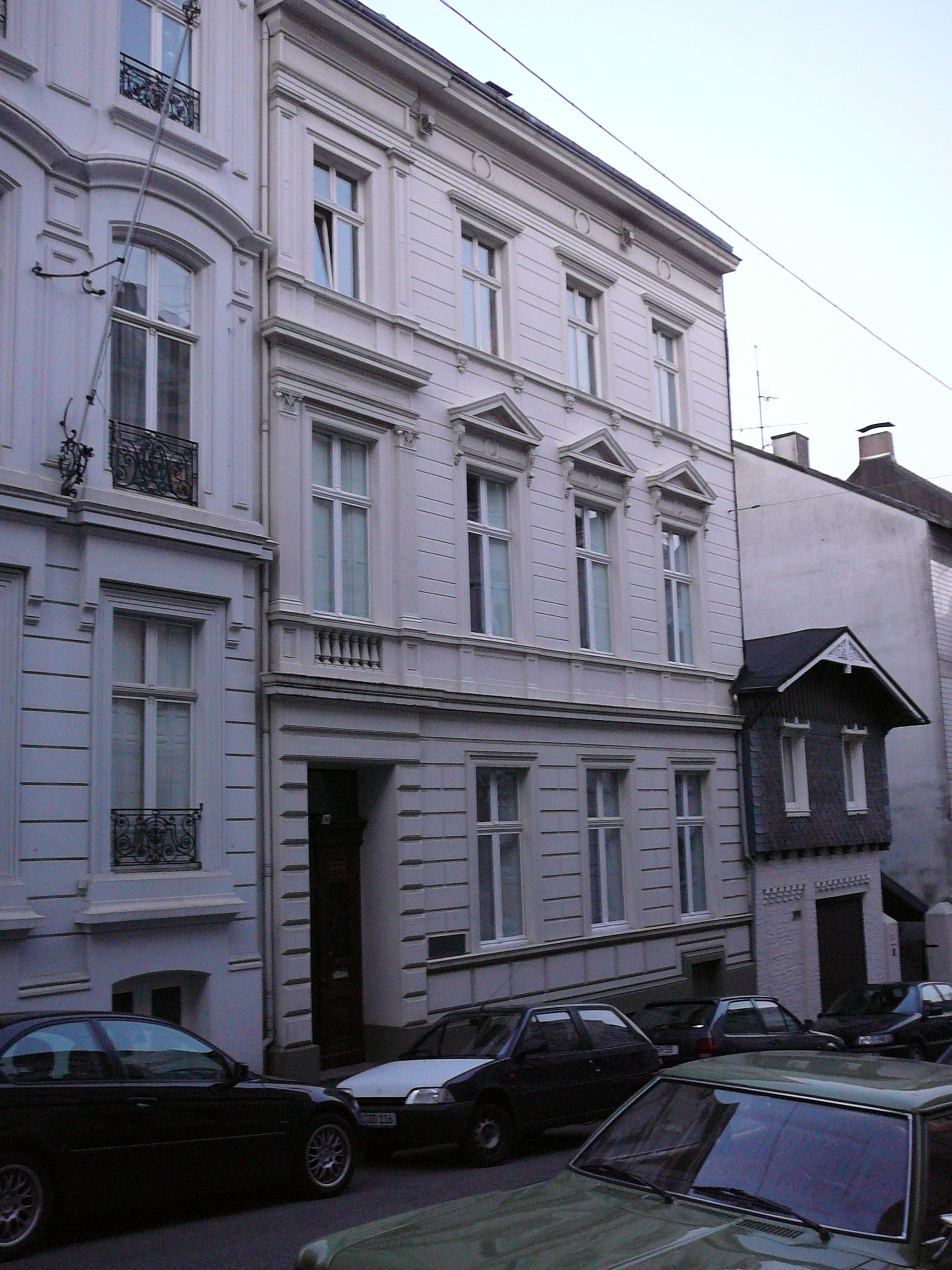
La casa natale di Wegner

Armin Theophil Wegner è stato un militare paramedico tedesco nella  prima guerra mondiale, un autore prolifico e attivista per i diritti umani. Stanziato nell'Impero ottomano durante la Prima guerra mondiale, Wegner è stato un testimone del Genocidio del popolo Armeno e le fotografie da lui prese documentano la drammatica situazione degli Armeni e, oggi, rappresentano «il nucleo della testimonianza delle immagini del genocidio».

Negli anni successivi alla Prima Guerra Mondiale, Wegner ha anche manifestato la propria opposizione, a rischio della propria vita, alle politiche anti-semitiche dei nazisti. Nel 1933, ha scritto un appassionato appello ad Adolf Hitler a nome degli ebrei residenti in Germania. Egli rammentò che la persecuzione degli ebrei non era solo una questione del «destino dei nostri fratelli ebrei, [ma anche] il destino della Germania».

Facendo presente che egli stava scrivendo la lettera come un fiero tedesco le cui radici familiari prussiane risalgono fin dal tempo delle Crociate, ha chiesto a Hitler cosa sarebbe diventata la Germania se avesse continuato la sua persecuzione degli ebrei. Rispondendo alla sua stessa domanda, dichiarò: «Non c'è patria senza giustizia!». È stato perseguitato dai nazisti e, per il suo impegno, riconosciuto nel memoriale Yad Vashem quale uno dei Giusti tra le nazioni.

## Biografia

### L'educazione
Wegner è nato a Elberfeld, Renania (Wuppertal) in Germania. Educato inizialmente a Striegau (la moderna Strzegom) ha successivamente proseguito gli studi a Zurigo, Breslavia e Berlino. Dopo aver completato i suoi studi di dottorato in giurisprudenza, ha iniziato a viaggiare ampiamente in tutto il Nordafrica, Arabia e in Europa, mostrando l'interesse a diventare uno scrittore e questo lo portò alla scelta, ottimistica, di arruolarsi nell'esercito allo scopo di «tenere il timone della mia vita nella mie proprie mani. Vedrò Baghdad, il Tigri, Mosul, Babilonia. Sono pienamente consapevole della scelta che ho fatto... sono diventato un soldato... Ho messo la mia vita in gioco per il bene della mia anima».

### La prima guerra mondiale

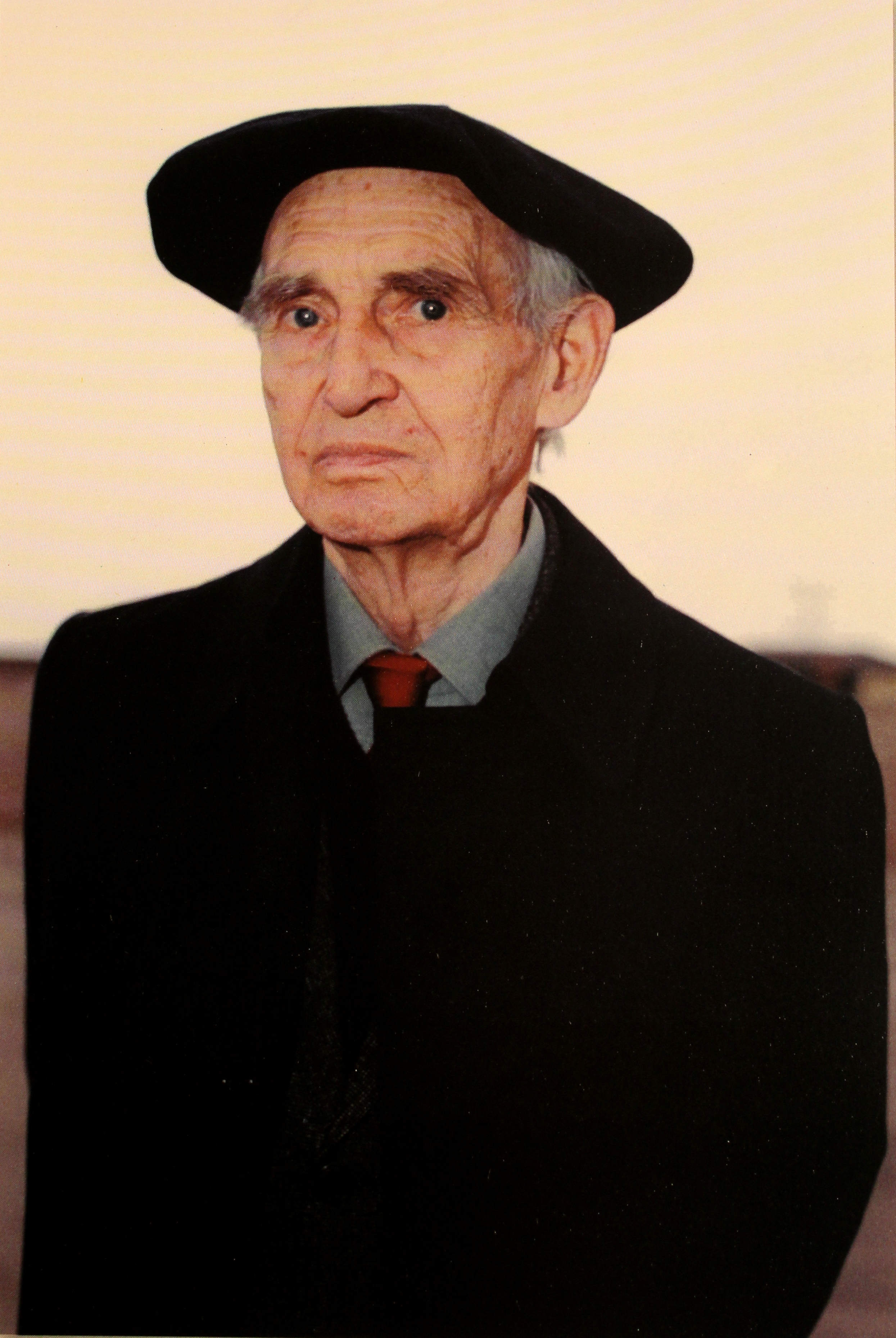
Armin Wegner

Si arruolò come paramedico allo scoppio della Prima Guerra Mondiale, durante l'inverno del 1914-1915, ed è stato insignito della Croce di Ferro per aver assistito i feriti sotto il fuoco dei combattimenti. È stato elevato al grado di sottotenente nel Corpo Sanitario tedesco, che era distaccato alla Sesta Armata Ottomana. Fece parte del distaccamento Tedesco guidato da Colmar Freiherr von der Goltz, dislocato lungo la Ferrovia per Baghdad tra la Siria e la Mesopotamia. Lì assistette alle marce della morte degli Armeni nel corso del genocidio.
Disobbedendo agli ordini volti a soffocare le notizie dei massacri (giacché l'Impero Ottomano e la Germania erano alleati), ha raccolto informazioni sui massacri, raccolto documenti, annotazioni, appunti e lettere e scattato centinaia di fotografie nei campi di deportazione Armena a Deir el-Zor, che in seguito sono servite a dimostrare il grado di atrocità a cui l'Impero Ottomano sottoponeva gli Armeni. Su richiesta del Comando dell'Impero Ottomano, i Tedeschi lo hanno arrestato e richiamato in Germania. Malgrado alcune delle sue fotografie fossero state confiscate e distrutte, egli tuttavia riuscì a salvare molte immagini della persecuzione armena, nascondendo i negativi nella cintura.

Wegner protestò contro le atrocità perpetrate dal Governo Ottomano al popolo armeno, in una lettera aperta, pubblicata al Berliner Tageblatt, presentata al presidente statunitense Thomas Woodrow Wilson alla Conferenza di pace del 1919. La lettera creò un caso per la creazione di uno stato Armeno indipendente. Nel 1919, pubblicò «Der Weg ohne Heimkehr» (La Strada del Non Ritorno), una raccolta di lettere che aveva scritto durante ciò che egli considerava il «martirio» (Martyrium) degli Armeni dell'Anatolia.

### La Repubblica di Weimar
In Germania, dopo la guerra, Wegner si sposò con la scrittrice Lola Landau e divenne un attivista del pacifismo. È stato coinvolto in una organizzazione pacifista tedesca che fu poi inglobata nell'Internazionale dei Resistenti alla Guerra. Durante la Repubblica di Weimar, conobbe, Walther Rathenau, Helmut Gerlach, Johannes Lepsius, e altri dissidenti e giornalisti.
Nel 1921 Wegner ha testimoniato al processo di Soghomon Tehlirian, l'armeno ottomano che aveva ucciso Mehmet Ali Talat Pascià a Berlino. Il suo ruolo era dimostrare la portata e l'orrore dell'esperienza vissuta dagli armeni durante gli eventi che più tardi divennero noti come il Genocidio armeno. Mehmet Ali Talat Pascià, l'ex Ministro degli Interni dell'Impero Ottomano, era stato condannato a morte in contumacia per aver orchestrato il massacro armeno; Tehlirian, pur avendolo ucciso davanti a diversi testimoni, fu giudicato non colpevole per motivi di follia temporanea.
I documenti del clamoroso processo sono stati raccolti in un libro, Justicier du génocide armènien: le procès de Tehlirian, Wegner ne ha scritto la prefazione; nella sua introduzione, egli afferma che i massacri armeni sono stati dei crimini governativi, commessi dal Governo Ottomano, e che il popolo turco «non si sarebbe mai macchiato di un simile reato». Egli ha annotato aver conosciuto numerosi casi di disobbedienza civile durante il Genocidio Armeno, in cui i funzionari Ottomani hanno rifiutato di effettuare «ordini di sterminio».
Nel 1922 Wegner ha pubblicato Der Schrei von Ararat (L'urlo dall'Ararat), un appello per i diritti dei superstiti armeni. Verso la metà del 1920, Wegner raggiunse il picco della popolarità come scrittore e come co-creatore dell'Espressionismo tedesco. Nel 1927-1928 ha viaggiato, assieme a sua moglie, in Unione Sovietica e visitato anche la Repubblica Socialista Sovietica Armena, dove ha incontrato molti Armeni che aveva conosciuto a Berlino nel 1918-1920. Sulla base del suo viaggio Wegner scrisse Cinque dita su di Voi, il cui successo ha fatto di lui una celebrità. Il testo descrive la violenza politica di fondo del modello Comunista Sovietico, preannunciando l'avvento dello Stalinismo.

### L'era nazista
Nel 1933, Wegner ha denunciato la persecuzione degli ebrei in Germania in una lettera aperta a Adolf Hitler. Poco dopo la pubblicazione della lettera, Wegner è stato arrestato dalla Gestapo, imprigionato e torturato. Fu successivamente internato nei campi di concentramento nazisti, tra gli altri a Oranienburg, Börgermoor e Lichtenburg; dopo il suo rilascio fuggì a Roma, dove assunse lo pseudonimo Percy Eckstein per nascondere la sua identità. Nel 1939, Wegner e sua moglie concordarono il divorzio. Più tardi egli confidò, "La Germania mi ha preso ogni cosa... anche la moglie." Archiviato il 5 dicembre 2007 in Internet Archive.

### Stromboli
Alla ricerca di un luogo in cui affondare le proprie radici, arrivato a Stromboli dopo la seconda guerra mondiale,
comprò e restaurò il rudere del vecchio mulino dell'isola e vi pose la residenza per il resto della vita.

### L'eredità

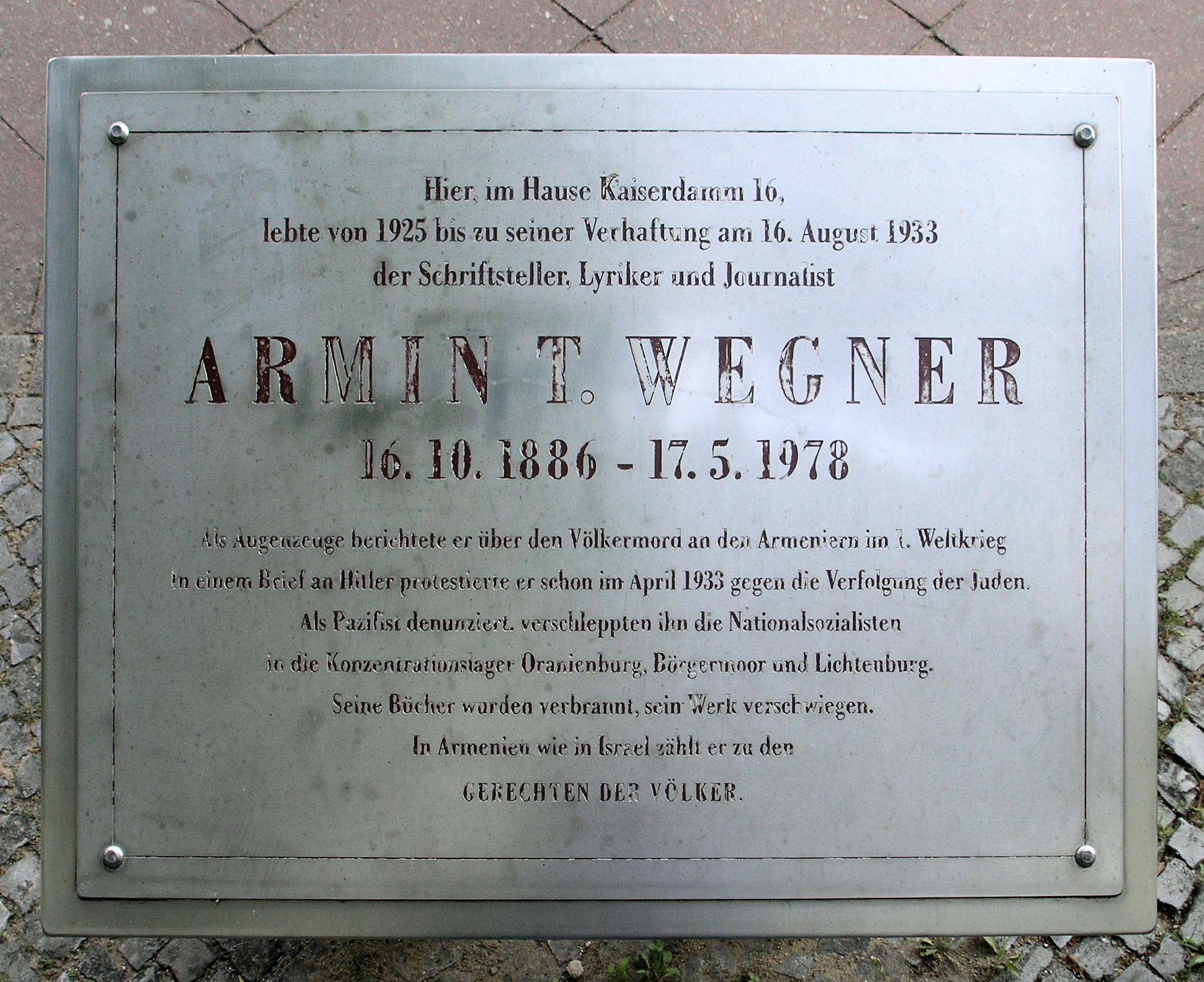
Lapide sulla casa di Wegner in Kaiserdamm 16, Berlino-Charlottenburg, Germania

Wegner è stato insignito del più alto Ordine al Merito dal Governo Federale Tedesco nel 1956. Nel 1962 la sua città natale, Wuppertal, gli ha conferito il prestigioso premio Eduard-Von-der-Heydt. Nel 1967 gli fu attribuito il titolo di "Giusto fra le Nazioni" di Yad Vashem. Un anno dopo, è stato invitato in Armenia dal Catholicos di tutti gli Armeni e insignito dell'"Ordine di San Gregorio l'Illuminatore".
Wegner è morto il 17 maggio 1978 a Roma all'età di 91 anni. Parte delle sue ceneri sono state in seguito portate in Armenia per essere onorate con un funerale di Stato postumo preso la Fiamma Eterna del Memoriale del Genocidio Armeno.
Un documentario dal titolo Destinazione nulla: Il testimone, prodotto da J. Michael Hagopian, presentato a Fresno il 25 aprile 2000, descrive il rapporto personale di Wegner con il Genocidio Armeno attraverso le sue fotografie. Prima della pubblicazione del documentario, è stato onorato presso il Museo del Genocidio a Yerevan per aver sostenuto, in tutta la sua vita, il dramma del genocidio degli armeni.
È ricordato come «il solo scrittore nella Germania nazista che ha alzato la sua voce in pubblico contro la persecuzione degli ebrei». Fino alla sua morte a Roma, Wegner, era stato «virtualmente dimenticato» dal popolo tedesco. Non si era mai sentito a casa propria in Germania dopo la sua fuga nel 1930, e aveva vissuto il resto dei suoi giorni in Italia. L'iscrizione sulla pietra tombale di Wegner riecheggia le parole attribuite a papa Gregorio VII nel 1085.

Amavi iustitiam odi iniquitatem

Propterea morior in exsilio
Ho amato la giustizia e odiato l'iniquità

Perciò muoio in esilio

Dal 2011 Wegner è ricordato come Giusto al Giardino dei Giusti di Milano. 
Nel 2020 la Commissione Consultiva Toponomastica del Comune di Roma ha deciso che una strada sarà intitolata a Armin Wegner.

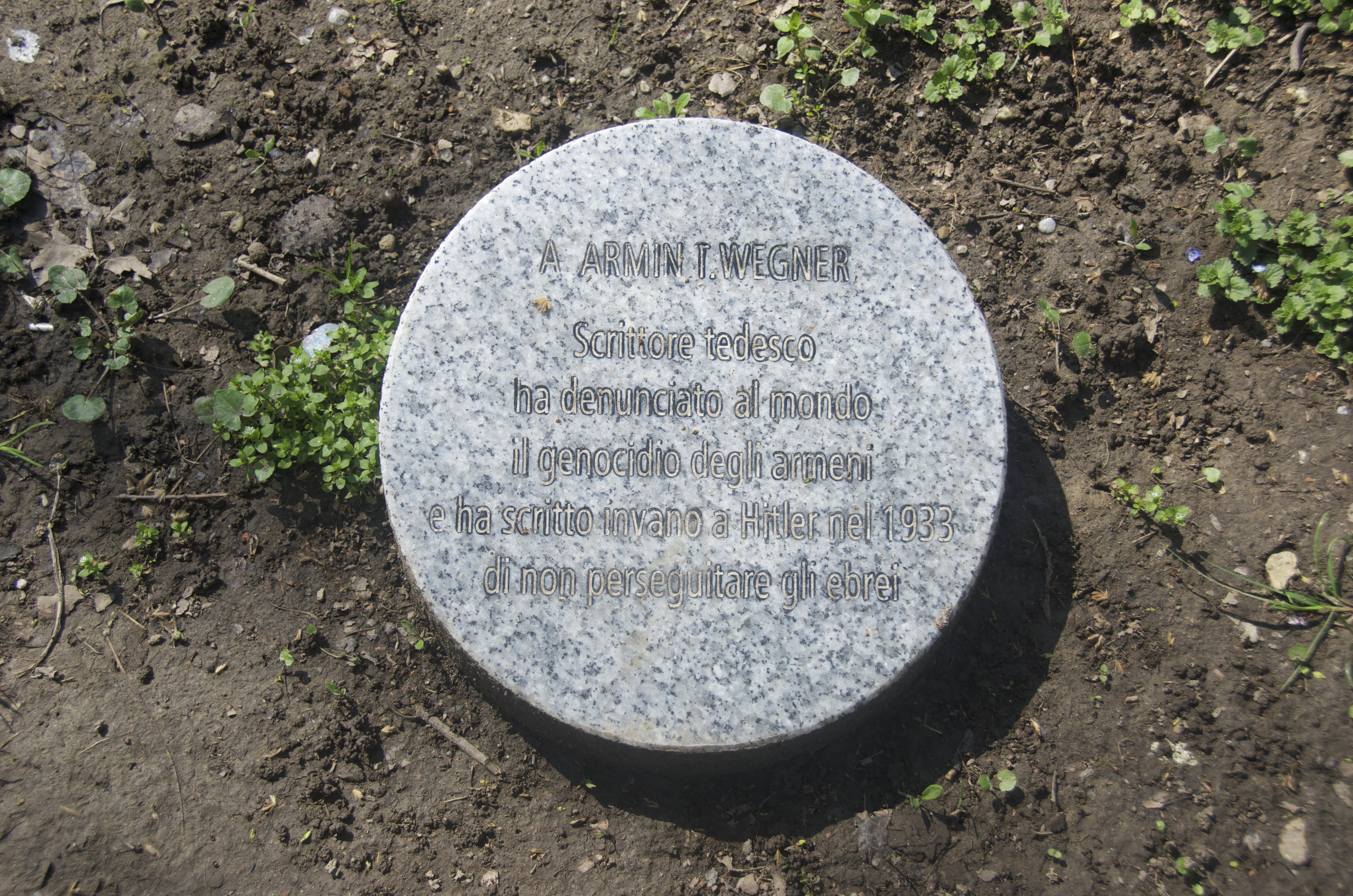
Il cippo di Wegner al Giardino dei Giusti di Milano